# Nilton Pereira Mendes
Nilton Pereira Mendes (Governador Valadares, 7 januari 1976 – Karaganda, 18 september 2006) was een Braziliaans professioneel voetballer die als spits actief was.

## Clubcarrière
Mendes speelde het grootste gedeelte van zijn carrière in de Kazachse Premjer-Liga. In 2000 werd hij topscorer van die competitie als speler van Irtysj Pavlodar. Op 18 september 2006 zakte hij in elkaar tijdens een training van zijn club Sjachtjor Karaganda. Hij overleed onderweg naar het ziekenhuis. Zeer waarschijnlijk overleed hij aan een hartaanval.